# Allium thessalicum
Allium thessalicum — вид рослин з родини амарилісових (Amaryllidaceae); ендемік Греції.

## Опис
Цибулини від субкулястих до яйцюватих, 1–1.7 × 1–1.5 см. Листків 3–4, голі, гладкі, плоскі, 10–15 см × 1.5–3 мм. Стеблина поодинока, 10–20 см заввишки, гола, циліндрична. Суцвіття напівпівсферичне, щільне, багатоквіткове. Оцвітина циліндрична; її листочки рівні, еліптичні або довгасто-еліптичні, на кінчику закруглені, білувато-рожеві, із зеленувато-фіолетовою серединною жилкою, 4.5–5 мм завдовжки і 1.7–2.3 мм ушир. Пиляки жовтуваті. Коробочка 3-клапанна, субкуляста, 3.5–4 x 4–5 мм. Насіння чорне. 2n=16.

## Поширення
Ендемік центральної Греції — Фессалія.